# Solanum welwitschii
Solanum welwitschii är en potatisväxtart som beskrevs av Charles Henry Wright. Solanum welwitschii ingår i släktet skattor som ingår i familjen potatisväxter. Inga underarter finns listade i Catalogue of Life.